# Psyllaephagus mycopsyllus
Psyllaephagus mycopsyllus är en stekelart som beskrevs av Singh 1996. Psyllaephagus mycopsyllus ingår i släktet Psyllaephagus och familjen sköldlussteklar. Inga underarter finns listade i Catalogue of Life.